# Skorokhodove
Skorokhodove (ucraïnès: Скороходове) és un assentament de tipus urbà al raion de Poltava de l'óblast de Poltava al centre d'Ucraïna.
Població: 3.193 (2022).
Es troba a 10 km de la interestatal Kíiv-Khàrkiv. També a l'assentament hi ha l'estació de tren de Skorokhodove.

## Història
Va ser fundada l'any 1938, al voltant de la fàbrica de sucre Artem. Una altra font té la data d'establiment al voltant de 1903-1905. Fins al 2016 l'assentament era conegut com Artemivka. El 17 de maig del 2016, la Rada Suprema va adoptar la decisió de canviar el nom d'Artemivka a Skorokhodove d'acord amb la llei que prohibeix els noms d'origen comunista.
La ciutat va ser ocupada el 4 d'octubre del 1941 per l'exèrcit alemany. Va ser alliberat el 3 de setembre del 1943.
El codi postal antic era 315061, ara és el 38831.

## Govern
L'edifici de l'ajuntament es troba a Artema 15, Skorohodove, Txutovo distr., Poltava reg., 38813, Ucraïna. L'Ajuntament està format per 25 membres.
El Cap de l'ajuntament des del 26 de març del 2006 és Drozd Vasil Michailovitx (ДРОЗД Василь Михайлович). Nascut l'any 1950.

### Eleccions
Eleccions presidencials del 2004 31 d'octubre del 2004
| Víktor Iúsxenko                                   | 380   | 35,71 |
| Viktor Ianukóvitx (W)                             | 463   | 43,51 |
| Petro Symonenko                                   | 69    | 6.48  |
| Oleksandr Moroz                                   | 53    | 4,98  |
| Natàlia Vitrenko                                  | 22    | 2.06  |
| Oleksandr Yakovenko                               | 7     | 0,65  |
| Anatoliy Kinakh                                   | 6     | 0,56  |
| Mikhaylo Brodskiy                                 | 2     | 0,18  |
| О. Baziluk                                        | 1     | 0,09  |
| Yuriy Zbitnev                                     | 1     | 0,09  |
| R. Kozak                                          | 1     | 0,09  |
| D. Korchinskiy                                    | 1     | 0,09  |
| V. Kruvobokov                                     | 1     | 0,09  |
| Volodumur Nechuporuk                              | 1     | 0,09  |
| O. Omeltxinko                                     | 1     | 0,09  |
| Oleksandr Rzhavskiy                               | 1     | 0,09  |
| A. Chornovil                                      | 1     | 0,09  |
| Total                                             | 1.064 |       |
| Font: WWW ІАС "Eleccions presidencials d'Ucraïna" |       |       |

2n eleccions presidencials del 2004 21 de novembre del 2004
| Víktor Iúsxenko                                   | 423   | 39.16 |
| Viktor Ianukóvitx (W)                             | 615   | 56,94 |
| Altres                                            | 42    | 2,87  |
| Total                                             | 1.080 |       |
| Font: WWW ІАС "Eleccions presidencials d'Ucraïna" |       |       |

Eleccions presidencials del 2004 26 de desembre del 2004
| Víktor Iúsxenko                                   | 397   | 39,54 |
| Viktor Ianukóvitx (W)                             | 562   | 55,97 |
| Altres                                            | 45    | 3.28  |
| Total                                             | 1.004 |       |
| Font: WWW ІАС "Eleccions presidencials d'Ucraïna" |       |       |